# Nathan Bor
Nathan Bor   (Fall River, 1 de març de 1913 - New Bedford, 13 de juny de 1972) va ser un boxejador estatunidenc que va competir durant les dècades de 1920 i 1930.
Com a aficionat va guanyar 90 dels 95 combats disputats, amb el campionat de Nova Anglaterra i el campionat nacional de pes lleuger com a títols més destacats. El 1932 va prendre part en els Jocs Olímpics d'Estiu de Los Angeles, on guanyà la medalla de bronze en la categoria del pes lleuger, en guanyar el combat pel bronze a l'italià Mario Bianchini.
Posteriorment va passar al professionalisme, tot guanyant el seu primer combat, el 5 d'octubre de 1932, i iniciant una ratxa de quatre anys en què es va mantenir invicte. Aquesta ratxa quedà trencada el 21 d'octubre de 1936 quan perdé contra Babe Marino. El seu darrer combat fou una derrota per KO el 24 de maig de 1940 contra Joe Boscarino.
Durant la Segona Guerra Mundial es va unir a la Marina i va servir com a entrenador de boxa a Parris Island, una important base de la marina a Carolina del Sud. Després de la guerra va tornar a Massachusetts, on va treballar primer com a encarregat a l'Eastern Sportswear Manufacturing Company i després va obrir les tintoreries Olympic Dry Cleaners el 1948 a New Bedford.
Va morir el 13 de juny de 1972 a New Bedford després de patir un atac de cor.